# Antoni Listowski
Antoni Listowski (29. března 1865 – 13. září 1927) byl polský generál za polsko-sovětské války.
Narodil se v březnu 1865 ve Varšavě. V letech 1885 až 1917 sloužil v Ruské armádě. Bojoval v rusko-japonské válce. V roce 1913 povýšen do hodnosti plukovníka. Za první světové války velel 66. pěšímu pluku od roku 1915 velel 150. pěšímu pluku. Dne 15. května 1917 se stal velitelem 138. pěší divize. V roce 1917 odešel z Ruské armády.
Na počátku polsko-sovětské války v březnu 1919 generál Listowski obsadil Pinsk, když velel 9. pěší divizi. Město bylo dobyto v zimní vánici se značnými lidskými ztrátami, které utrpěl 34. pěší pluk, který donutil bolševiky k ústupu na druhou stranu řeky. Listowského vojska se 5. dubna 1919 dopustila masakru, při kterém popravila třicet pět Židů. Ve svém rozkazu pro obyvatele Pinsku ze dne 7. dubna, dva dny po masakru, Listowski událost ospravedlnil: „městští Židé jako celek byli vinni zločinem očividného nevděku“.
V roce 1920 se stal velitelem polské 2. armády. V následujícím roce odešel do výslužby. Zemřel v roce 1927 ve Varšavě.